# Пръстен на рибаря
Пръстен на рибаря (лат. anulus piscatoris, също наричан и папски пръсен и пръстен на св. Петър) е вторият официален атрибут на римския папа, заедно с тиарата. В съвременната епоха пръстенът-печат има по-скоро церемониална и символична стойност.
Наричан е пръстен на рибаря, за да напомня, че папата е наследник на апостол Петър, който по занятие е бил рибар. На пръстена е изобразен свети Петър и риби. Асоциацията идва от библейския разказ за Генисаретското езеро, където христовите ученици хвърлят мрежите си според думите на Исус (Лука 5, 1-11).
За първи път пръстена се споменава в писмо на папа Климент IV до неговия племенник през 1265 г. От Средновековието се е запазила традицията всеки посетител на папата да докосне с устни пръстен като знак за послушание пред волята му. До 1842 г. пръстена се използва и като печат, за да удостовери папските писма от частен характер.
За всеки нов папа се изготвя нов пръстен, на който се гравира името му на латински. След смъртта на папата камерлинга унищожава неговия пръстен в присъствието на кардиналите, за да се изключи възможността да се фалшифицират документи в периода Sede vacante.
Новият пръстен се поднася на новия папа по време на коронацията или интронизацията му от декана на Колегията на кардиналите. На Бенедикт XVI пръстена на рибаря е поднесен от кардинал Анджело Содано.